# TerraPower
TerraPower ist ein auf die Entwicklung von Kernreaktoren spezialisiertes US-amerikanisches Technologie- und Forschungsunternehmen.

## Unternehmen
TerraPower wird teilweise vom Energieministerium der Vereinigten Staaten und dem Los Alamos National Laboratory finanziert. Einer der Hauptinvestoren von TerraPower ist Bill Gates (über Cascade Investment). Weitere Unternehmen sind Charles River Ventures und Khosla Ventures, die Berichten zufolge im Jahr 2010 35 Millionen US-Dollar investiert hatten. Im Dezember 2011 erwarb Reliance Industries eine Minderheitsbeteiligung. 
Im September 2015 unterzeichnete TerraPower eine Vereinbarung mit der China National Nuclear Corporation über den Bau eines Prototyps einer 600-Megawatt-Reaktoreinheit in Xiapu in der chinesischen Provinz Fujian in den Jahren 2018 bis 2025. Für die späten 2020er Jahre waren kommerzielle Kraftwerke mit einer Leistung von etwa 1150 MWe geplant. Im Januar 2019 wurde jedoch bekannt gegeben, dass das Projekt im Zuge des Handelskonflikts zwischen den Vereinigten Staaten und der Volksrepublik China nicht von der Regierung unter Donald Trump genehmigt wurde.
Seit 2019 arbeitet die Firma auch daran, Radionuklide für die Therapie mit α-Strahlung herzustellen.

## Bau eines ersten Reaktors
Im Jahr 2021 beschloss TerraPower den Bau eines Small Modular Reactors in Wyoming. Der natriumgekühlte Reaktor soll eine Leistung von 345 MW erreichen und mit einem Energiespeicher aus geschmolzenem Salz verbunden sein. Im Juni 2024 wurde mit den Bauarbeiten in der Nähe von Kemmerer begonnen. Die Bauzeit wird auf mindestens sechs Jahre und die Kosten auf etwa 4 Milliarden Dollar geschätzt. Eine Baugenehmigung für das Reaktorkonzept wird nicht vor zwei Jahren erwartet.